# Оук-Пойнт (Техас)
Оук-Пойнт (англ. Oak Point) — місто (англ. city) в США, в окрузі Дентон штату Техас. Населення — 4357 осіб (2020).

## Географія
Оук-Пойнт розташований за координатами 33°10′26″ пн. ш. 96°59′9″ зх. д. / 33.17389° пн. ш. 96.98583° зх. д. (33.173801, -96.985871).  За даними Бюро перепису населення США в 2010 році місто мало площу 15,32 км², з яких 14,51 км² — суходіл та 0,81 км² — водойми.

## Демографія
Згідно з переписом 2010 року, у місті мешкало 2786 осіб у 986 домогосподарствах у складі 810 родин. Густота населення становила 182 особи/км².  Було 1059 помешкань (69/км²).
Расовий склад населення:
| - 89,6 % — білих - 2,4 % — чорних або афроамериканців - 0,8 % — азіатів - 0,3 % — корінних американців - 0,1 % — вихідців з тихоокеанських островів - 3,9 % — осіб інших рас |

До двох чи більше рас належало 2,9 %. Частка іспаномовних становила 14,3 % від усіх жителів.
За віковим діапазоном населення розподілялося таким чином: 26,6 % — особи молодші 18 років, 64,6 % — особи у віці 18—64 років, 8,8 % — особи у віці 65 років та старші. Медіана віку мешканця становила 39,5 року. На 100 осіб жіночої статі у місті припадало 99,7 чоловіків;  на 100 жінок у віці від 18 років та старших — 97,3 чоловіків також старших 18 років.
Середній дохід на одне домашнє господарство  становив 121 104 долари США (медіана — 88 723), а середній дохід на одну сім'ю — 132 226 доларів (медіана — 99 375). Медіана доходів становила 65 774 долари для чоловіків та 47 125 доларів для жінок. За межею бідності перебувало 6,1 % осіб, у тому числі 5,9 % дітей у віці до 18 років та 3,2 % осіб у віці 65 років та старших.
Цивільне працевлаштоване населення становило 1859 осіб. Основні галузі зайнятості: освіта, охорона здоров'я та соціальна допомога — 21,1 %, роздрібна торгівля — 16,1 %, науковці, спеціалісти, менеджери — 13,0 %, фінанси, страхування та нерухомість — 10,8 %.